# Giovanni Cinelli Calvoli
Giovanni Cinelli Calvoli (* 26. Februar 1626 in Florenz; † 3. April 1706 in Loreto) war ein italienischer Arzt, Gelehrter und Bibliograph.

## Leben
Giovanni Cinelli Calvoli wurde 1625 in Florenz geboren und erhielt seine Ausbildung an der Universität Pisa, wo er Schüler von Torricelli war. In Pisa freundete er sich mit dem Gelehrten Giovanni Battista Ricciardi an und lernte den Maler und Dichter Salvator Rosa kennen. Nach dem Studium der Medizin und Philosophie heiratete er und kehrte 1651 nach Florenz zurück, ging aber fünf Jahre später auf die Insel Elba, wo seine Frau starb und vier Kinder hinterließ. Er kehrte nach Florenz zurück und übte den Arztberuf in verschiedenen Orten aus.
Nach seiner erneuten Heirat zog er nach Florenz und wurde ein enger Freund von Antonio Magliabechi, der ihm einen Schlüssel zur großherzoglichen Bibliothek anvertraute, damit er jederzeit Zugang zu den Büchern hatte. Cinelli interessierte sich besonders für die Literaturgeschichte der Toskana und hatte die Idee, ein bibliographisches Verzeichnis der seltenen Pamphlete und ephemeren Werke zu erstellen. Er gab ihr den Namen Biblioteca Volante, und sie erschien in unregelmäßigen Abständen, wann immer er das Geld für die Druckkosten aufbringen konnte.
Der erste und zweite Teil erschien 1677 in Florenz, der dritte und vierte 1682 und 1685 in Neapel, der fünfte 1686 in Parma, der sechste 1689 in Rom, der siebte und achte 1700 in Parma, der neunte 1700 in Venedig, der zehnte 1705 in Venedig, der elfte 1695 in Parma, der zwölfte und dreizehnte 1697 in Rom und der vierzehnte 1699 in Rom. Das fünfzehnte wurde 1703 in Padua so fehlerhaft gedruckt, dass die meisten Exemplare vom Autor verbrannt wurden. Das sechzehnte erschien 1706 und war die letzte Ausgabe von Cinelli, obwohl das Projekt von anderen fortgesetzt wurde.
Im vierten Teil der Serie griff Cinelli in die Kontroverse zwischen Bernardino Ramazzini und dem Arzt des Großherzogs Giovanni Andrea Moniglia ein, nachdem die Marchesa Maria Maddalena Martellini Bagnesi im Kindbett gestorben war. Der Hintergrund dieses Streits ist heute nicht mehr von Bedeutung, aber er hatte einen unglücklichen Einfluss auf Cinelli. Cinelli war leidenschaftlich und sarkastisch, und die Heftigkeit seiner Angriffe auf den Arzt des Großherzogs führte dazu, dass diese Nummer der Biblioteca Volante verboten und der Autor inhaftiert wurde, der erst nach einer Entschuldigung und dem Versprechen, nicht mehr auf das Thema zurückzukommen, freigelassen wurde. Das war mehr, als Cinelli ertragen konnte, und er ging freiwillig ins Exil, um eine Rechtfertigung zu veröffentlichen, in der Moniglia scharf kritisiert wurde. Das angeblich in Krakau gedruckte Traktat wurde 1683 in Venedig veröffentlicht.
1677 veröffentlichte Cinelli eine erweiterte Fassung von Francesco Bocchis Le bellezze della città di Fiorenza. Cinelli glaubte irrtümlich, von Benedetto Menzini in einer Satire aufs Korn genommen worden zu sein, und beschloss daraufhin, eine Autobiographie zu schreiben, in der er alle seine wirklichen und vermeintlichen Feinde verunglimpfte.
Cinelli starb am 3. April 1706 im Alter von 81 Jahren in Loreto. Cinelli Calvoli war Herausgeber der ersten Ausgabe von Lorenzo Lippis Spottgedicht Il Malmantile racquistato (1677) und hinterließ eine unveröffentlichte Geschichte der toskanischen Literatur (La Toscana Letterata ovvero Istoria degli Scrittori Toscani, Biblioteca Nazionale Centrale di Firenze, Ms. Magl. IX, 66–68).